# Timo Bernhard
Timo Bernhard (Homburg, 1981. február 24. –) német autóversenyző, a Nürburgringi 24 órás autóverseny négyszeres (2006, 2007, 2008, 2009) győztese, valamint 2017-ben megnyerte a Le Mans-i 24 órás versenyt a Porsche csapattal.

## Pályafutása

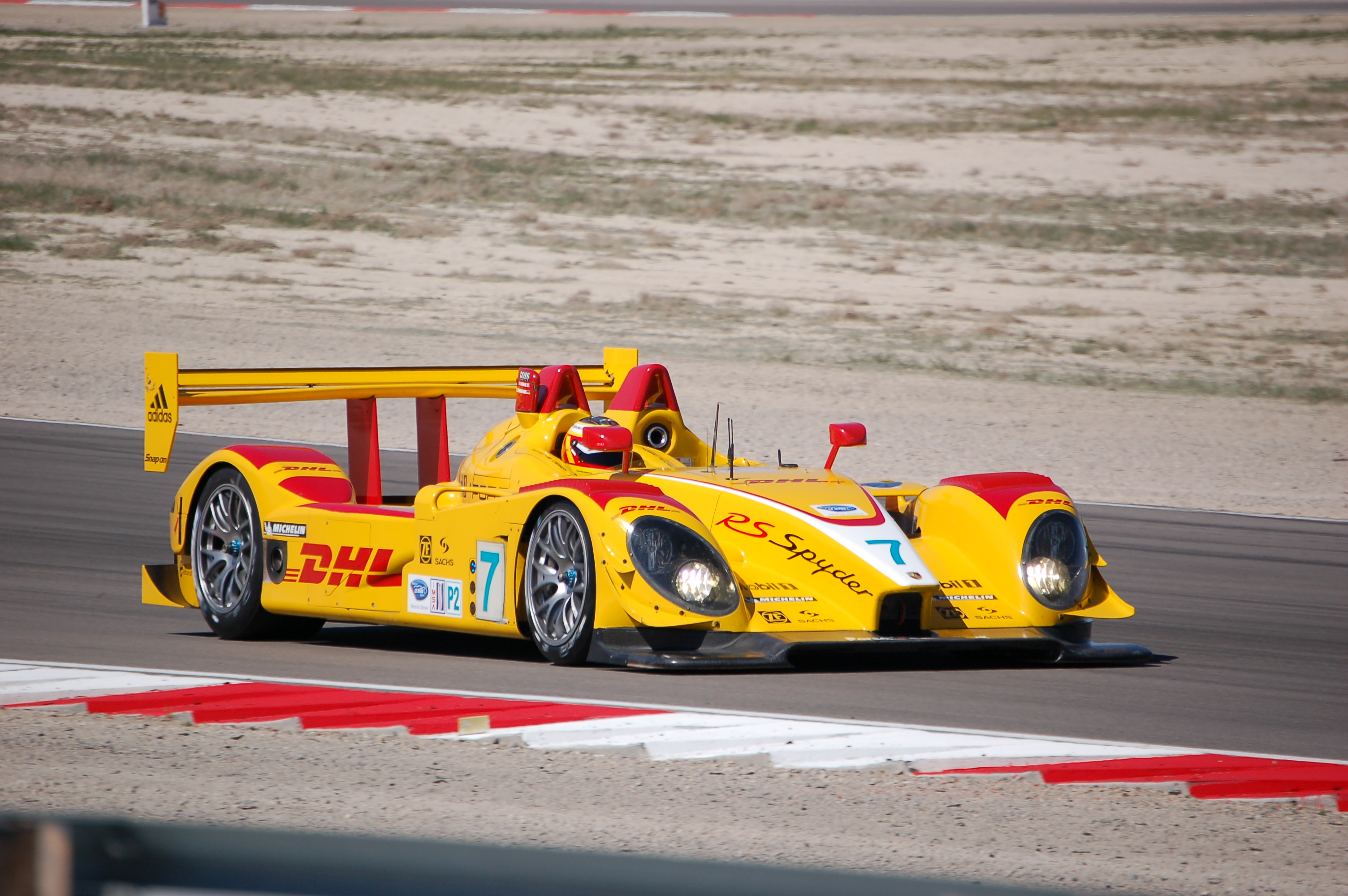
2008-ban a Penske Racing Porsche RS Spyderében

2001-ben a Sebringi 12 órás versenyen debütált az amerikai Le Mans szériában.
2002-ben kategóriagyőztes volt a daytonai és a Le Mans-i 24 órás futamon, továbbá abszolút másodikként végzett a Nürburgringi 24 óráson. 2003-ban megnyerte a daytonai 24 órás versenyt.
2004-ben honfitársával, Jörg Bergmeisterrel a GT-kategória bajnoka volt az amerikai Le Mans sorozatban. 2005-ben a francia Romain Dumas lett a váltótársa a sorozat futamain. Timo és Romain négy győzelmet szereztek a GT-s mezőnyében, és a második helyen zárták a pontversenyt. 2006-ra Romainnel együtt a Team Penskehez szerződött, ahol az LMP2-es kategóriába tartozó Porsche RS Spyderrel versenyezték végig az évet. A Mid-Ohio-ban rendezett versenyen abszolút elsők lettek, ami az első LMP2-es autóval aratott futamgyőzelem volt a bajnokság történelmében. 2007-ben az LMP2-es kategória bajnoka volt és a címét megvédte a 2008-as szezonban is. Mindkét bajnoki címet Dumas-val pontegyenlőségben szerezte.
2006-ban Lucas Luhr, Mike Rockenfeller és Marcel Tiemann váltótársaként, a Marc Lieb, Romain Dumas, Marcel Tiemann alkotta trióval együtt pedig három alkalommal (2007, 2008, 2009) lett első a Nürburgringi 24 óráson. 2008-ban Dumas és Emmanuel Collard váltótársaként megnyerte a Sebringi 12 órás viadalt.
2009-ben a gyári Audi csapattal állt rajthoz a Le Mans-i 24 órás versenyen.

## Sikerei

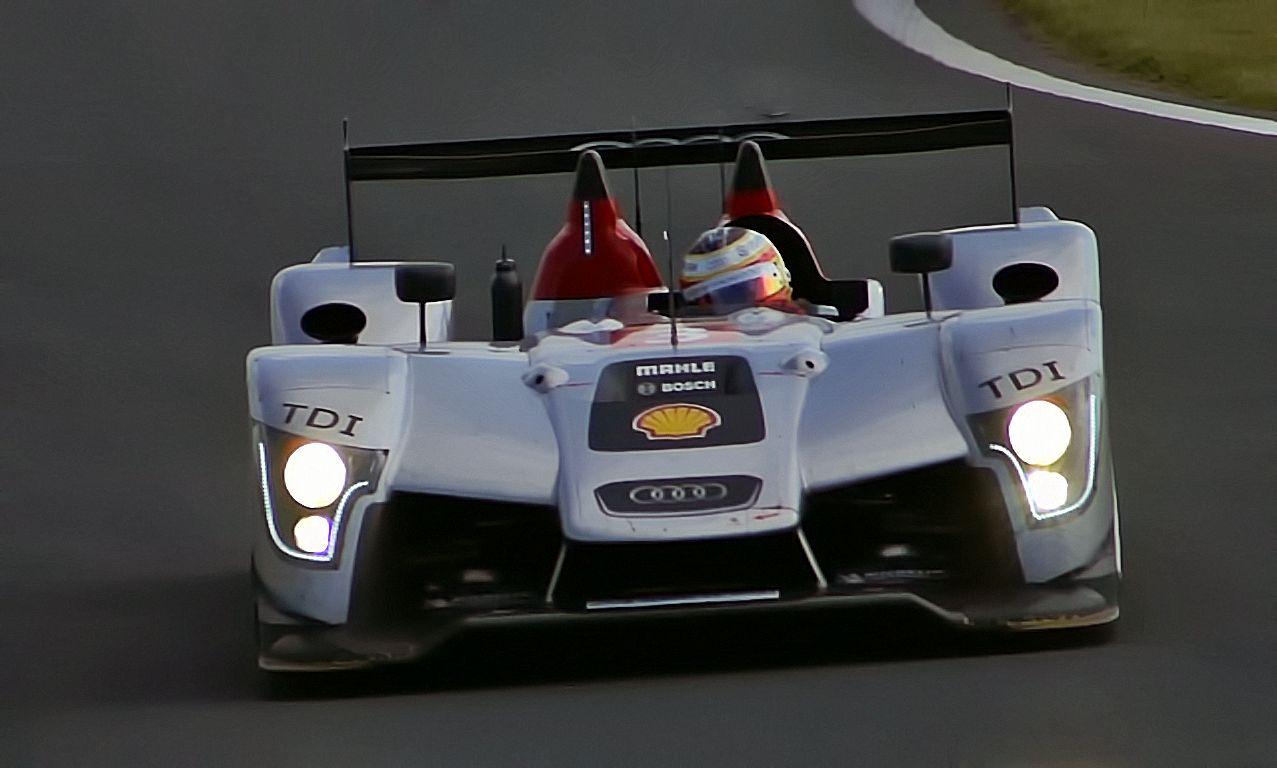
Bernhard a 2009-es Le Mans-i 24 óráson

- Amerikai Le Mans széria - kategória bajnok (LMP2): 2007, 2008
- Amerikai Le Mans széria - kategória bajnok (GT): 2004
- Le Mans-i 24 órás autóverseny győzelem: 2017
- Le Mans-i 24 órás autóverseny - kategóriagyőzelem (GT): 2002
- Sebringi 12 órás autóverseny - kategóriagyőzelem (GT): 2004
- Sebringi 12 órás autóverseny győzelem: 2008
- Petit Le Mans - kategóriagyőzelem (LMP2): 2006
- Petit Le Mans - kategória bajnok (GT): 2003, 2004
- Daytonai 24 órás autóverseny győzelem: 2003
- Daytonai 24 órás autóverseny - kategóriagyőzelem (GT): 2002, 2003
- Nürburgringi 24 órás autóverseny győzelem: 2006, 2007, 2008, 2009

## Le Mans-i 24 órás autóverseny
| Év   | Csapat                                      | Csapattárs                     | Autó                | Kategória | Kör | Összetett Helyezés | Kategória Helyezés |
| ---- | ------------------------------------------- | ------------------------------ | ------------------- | --------- | --- | ------------------ | ------------------ |
| 2002 | The Racer's Group                           | Kevin Buckler Lucas Luhr       | Porsche 911 GT3-RS  | GT        | 322 | 16.                | 1.                 |
| 2003 | The Racer's Group                           | Kevin Buckler Jörg Bergmeister | Porsche 911 GT3-RS  | GT        | 304 | 20.                | 5.                 |
| 2005 | Petersen Motorsports White Lightning Racing | Jörg Bergmeister Patrick Long  | Porsche 911 GT3-RSR | GT2       | 331 | 11.                | 2.                 |
| 2009 | Audi Sport Team Joest                       | Romain Dumas Alexandre Prémat  | Audi R15 TDI        | LMP1      | 333 | 17.                | 13.                |
| 2010 | Audi Sport North America                    | Romain Dumas Mike Rockenfeller | Audi R15 TDI plus   | LMP1      | 397 | 1.                 | 1.                 |
| 2011 | Audi Sport Team Joest                       | Romain Dumas Mike Rockenfeller | Audi R18 TDI        | LMP1      | 116 | Kiesett            | Kiesett            |
| 2013 | Porsche AG Team Manthey                     | Patrick Pilet Jörg Bergmeister | Porsche 911 RSR     | GTE Pro   | 315 | 16.                | 2.                 |
| 2014 | Porsche Team                                | Brendon Hartley Mark Webber    | Porsche 919 Hybrid  | LMP1-H    | 346 | NC                 | NC                 |
| 2015 | Porsche Team                                | Brendon Hartley Mark Webber    | Porsche 919 Hybrid  | LMP1      | 394 | 2.                 | 2.                 |
| 2016 | Porsche Team                                | Brendon Hartley Mark Webber    | Porsche 919 Hybrid  | LMP1      | 346 | 13.                | 5.                 |
| 2017 | Porsche LMP Team                            | Brendon Hartley Earl Bamber    | Porsche 919 Hybrid  | LMP1      | 367 | 1.                 | 1.                 |
| 2018 | Porsche GT Team                             | Romain Dumas Sven Müller       | Porsche 911 RSR     | GTE Pro   | 92  | Kiesett            | Kiesett            |

## Teljes FIA World Endurance Championship eredménysorozata
| Év   | Csapat                  | Osztály | Kasztni            | Motor                           | 1      | 2       | 3      | 4     | 5     | 6     | 7     | 8      | 9     | Helyezés | Pont  |
| ---- | ----------------------- | ------- | ------------------ | ------------------------------- | ------ | ------- | ------ | ----- | ----- | ----- | ----- | ------ | ----- | -------- | ----- |
| 2013 | Porsche AG Team Manthey | GT1     | Porsche 911 RSR    | Porsche 4.0 L Flat-6            | SIL 7  | SPA Ret | LMS 2  | SÃO   | COA   | FUJ   | SHA   | BHR    |       | 12.      | 42    |
| 2014 | Porsche Team            | LMP1    | Porsche 919 Hybrid | Porsche 2.0 L Turbo V4 (Hybrid) | SIL 3  | SPA 12  | LMS Hn | COA 5 | FUJ 3 | SHA 6 | BHR 3 | SÃO Ki |       | 9.       | 64.5  |
| 2015 | Porsche Team            | LMP1    | Porsche 919 Hybrid | Porsche 2.0 L Turbo V4 (Hybrid) | SIL Ki | SPA 3   | LMS 2  | NÜR 1 | COA 1 | FUJ 1 | SHA 1 | BHR 5  |       | 1.       | 166   |
| 2016 | Porsche Team            | LMP1    | Porsche 919 Hybrid | Porsche 2.0 L Turbo V4 (Hybrid) | SIL Ki | SPA 26  | LMS 10 | NÜR 1 | MEX 1 | COA 1 | FUJ 3 | SHA 1  | BHR 3 | 4.       | 134.5 |
| 2017 | Porsche LMP Team        | LMP1    | Porsche 919 Hybrid | Porsche 2.0 L Turbo V4 (Hybrid) | SIL 2  | SPA 3   | LMS 1  | NÜR 1 | MEX 1 | COA 1 | FUJ 4 | SHA 2  | BHR 2 | 1.       | 208   |